# Dörthe Eickelberg
Dörthe Eickelberg (* 9. November 1975 in Unna) ist eine deutsche Moderatorin und Schauspielerin.

## Leben und Karriere
Dörthe Eickelberg wurde in Unna geboren, legte ihr Abitur am Geschwister-Scholl-Gymnasium in Unna ab und begann ein Studium an der Filmakademie Baden-Württemberg in Ludwigsburg, das sie mit dem Diplom abschloss.
Eickelberg gehört seit 2008 zu den ständigen Moderatoren der arte-Sendung X:enius und moderiert die Sendung gemeinsam mit Pierre Girard. Sie spricht neben Deutsch auch Englisch, Italienisch, Französisch und Spanisch.
2013 gründete sie mit Pierre Girard eine Produktionsfirma. Mit Chicks On Boards gewann sie 2019 den Preis für die beste Sportdokumentation beim Sayulita-Filmfestival.